# Glenn Freemantle
Pour les articles homonymes, voir Freemantle.
Gleen Freemantle est un ingénieur du son britannique oscarisé pour le film Gravity.

## Filmographie sélective
Gleen Freemantle est présent dans plus de 150 crédits (Séries ou films).
- 2001 : Le Journal de Bridget Jones (Bridget Jones's Diary) de Sharon Maguire
- 2003 : Johnny English de Peter Howitt
- 2003 : Love Actually de Richard Curtis
- 2005 : Nanny McPhee de Kirk Jones
- 2005 : V pour Vendetta d'Andy et Larry Wachowski
- 2007 : À la croisée des mondes : La Boussole d'or (The Golden Compass) de Chris Weitz
- 2008 : Slumdog Millionaire de Danny Boyle et Loveleen Tandan
- 2010 : Nanny McPhee et le Big Bang de Kirk Jones
- 2010 : 127 heures (127 Hours) de Danny Boyle
- 2012 : Dredd de Pete Travis
- 2013 : Gravity d'Alfonso Cuarón
- 2014 : Paddington de Paul King
- 2014 : Une merveilleuse histoire du temps de James Marsh
- 2015 : Ex Machina d'Alex Garland
- 2015 : Hitman: Agent 47 d'Aleksander Bach
- 2015 : Everest de Baltasar Kormákur
- 2015 : Steve Jobs de Danny Boyle
- 2016 : Tarzan de David Yates
- 2016 : Les Animaux fantastiques de David Yates
- 2016 : Bridget Jones Baby de Sharon Maguire
- 2017 : T2 Trainspotting de Danny Boyle

## Distinctions

### Récompenses
- 2009 : BAFTA Award du meilleur son pour Slumdog Millionaire
- 2009 : Golden Reel Awards des meilleurs effets sonores pour Slumdog Millionaire
- 2013 : Oscar du meilleur montage de son pour Gravity
- 2013 : Satellite Award du meilleur son pour Gravity
- 2014 : BAFTA Award du meilleur son pour Gravity
- 2014 : Golden Reel Awards des meilleurs effets sonores pour Gravity

### Nominations
- 2007 : Satellite Award du meilleur son pour À la croisée des mondes : La Boussole d'or
- 2009 : Oscar du meilleur montage de son pour Slumdog Millionaire
- 2010 : Satellite Award du meilleur son pour 127 heures
- 2011 : BAFTA Award du meilleur son pour 127 heures
- 2011 : Critics Choice Award du meilleur son pour 127 heures
- 2016 : BAFTA Award du meilleur son pour Les Animaux fantastiques